# Mekanïk Destruktïw Kommandöh
Albums de Magma
The Unnamables
(1972) Ẁurdah Ïtah
(1974)
Mekanïk Destruktïẁ Kommandöh est le troisième album studio du groupe français Magma, sorti en 1973. Il s'agit sans doute de la composition la plus connue du groupe.
Au répertoire du groupe de 1971 à 1979, MDK est également repris lors de la reformation de Magma à partir de décembre 1996 puis joué dans le cadre de la trilogie Theusz Hamtaahk dont il est le troisième mouvement.

## Concept
Comme la majorité des albums du groupe, Mekanïk Destruktïẁ Kommandöh est une histoire chantée en kobaïen, un langage inventé. Cette histoire explique la vision de Christian Vander sur le futur chaotique de la Terre. L'histoire du prophète Kobaïen Nebehr Güdahtt donne un avertissement en ce qui concerne l'humanité. En bref, si le peuple de la Terre veut être sauvé, il doit faire l'effort nécessaire pour acquérir la sagesse, afin d'être accepté pour partir se réfugier sur la planète Kobaïa. En effet, les humains s'entretuent, ils fabriquent de la misère, des guerres et de la pollution. Les gouvernements de la Terre ont conditionné les hommes depuis la nuit des temps. Les dirigeants écrasent leur propre peuple et les révoltes assassinent. En fait, les Terriens détruisent tout ce qu'ils ne connaissent pas. Les plus sages d'entre eux seront sauvés par les Kobaïens. Les Kobaïens viendront un matin chercher cette minorité de Terriens avec une énorme soucoupe volante nommée : Weidorje (roue céleste), en ce qui concerne les autres, c'est la destruction de l'humanité qui les attend :

« Terrien, si je t'ai convoqué c'est parce que tu le mérites, ma divine, et ô combien cérébrale conscience m'oblige à le faire. Tes actes perfides et grossiers m'ont fortement déplu, les sanctions qui te seront infligées dépasseront les limites de l'entendement humain et inhumain, car tu as, dans ton incommensurable orgueil, et ton insondable ignorance, impunément osé me défier, me provoquer et déclencher dans toute son immensité, ma colère effroyablement destructrice entraînant inexorablement ton châtiment race maudite !" (Cf La Marque jaune d'Edgar P Jacobs en page 63[pas clair]) »

## Historique
Mekanïk Destruktïw Kommandöh fut joué pour la première fois en public deux ans avant son enregistrement studio. Ce fut lors d'un concert au Théâtre 140 de Bruxelles en 1971, dont il existe un enregistrement, sous le tire de Mekanïk Kommandöh et avait une durée de dix-sept minutes et dix-neuf secondes. On y retrouve les thèmes qui forment le squelette du morceau, mais l'esthétique n'était pas du tout la même. En effet, les premières interprétations de ce morceau avaient des airs de bossa nova et les paroles n'étaient pas encore parfaitement élaborées.
D'abord joué avec la formation originale de Magma, le morceau, qui était le plus souvent joué en finale, était augmenté d'un chœur de trois voix féminines pour arriver à sa version définitive qui est celle de l'album. Le premier enregistrement studio de Mekanïk Kommandöh date de 1972 et figure sur un recueil publié par Magma sur CD en 1998 sous le titre de Simples . Ce recueil de morceaux de Magma contient également Hamtaak, Tendeï Kobah, Klaus Kombalad et Mekanik Machine. Une autre version a été publiée officiellement sur deux albums de compilation du label Thélème créé par Laurent Thibault (Puissance 13 + 2 en 1972 et Music Is My Honey  en 1973). Il s'agit d'un enregistrement de six minutes intitulé Mekanik Kommando interprété en live en 1971.

## Accueil critique et influence artistique
Sorti en 1973, Mekanïk Destruktïw Kommandöh est avant tout l'album qui fit obtenir à Magma une véritable notoriété internationale, même s'il n'est pas le plus représentatif de la musique du groupe. Dès 1973 le groupe est invité à jouer aux États-Unis et notamment au prestigieux festival de Newport.
Magma se produit alors dans toute l'Europe et le morceau est accueilli avec enthousiasme par le public. Le morceau devient vite emblématique du groupe et est joué à la quasi-totalité des concerts de 1973 à 1980. Il est aussi le morceau qui a connu le plus de versions diverses (par exemple celle augmentée des chœurs de l'orchestre de la Storchaus en 1973 que l'on peut retrouver sur l'album Mekanïk Kommandöh) et qui figure sur un grand nombre d'enregistrements jusqu'en 2005. Il est également l'album le plus réédité du groupe. Il connut deux enregistrements vidéo officiels au Trianon en 2000 et au Triton en 2005.
La notoriété de ce morceau a parfois été malheureuse pour l'œuvre de Magma. En effet, sa popularité a longtemps éclipsé les autres compositions du groupe. D'où la volonté de Christian Vander de passer à autre chose, ne voulant pas voir le répertoire de Magma réduit à la seule connaissance de M.D.K, subissant alors le sort d'autres compositeurs comme Maurice Ravel avec son Boléro ou Carl Orff avec Carmina Burana.
Selon l'édition française du magazine Rolling Stone, cet album est le 33e meilleur album de rock français.
Paru à l'origine en vinyle sur le label Vertigo Records (réf. 6499729), l'album a été réédité plusieurs fois, notamment en CD par Seventh Records (réf. REX VII).
Le berlinois Alexander Hacke a fondé en 1980 un groupe du nom de Mekanïk Destruktïw Kommandöh inspiré par cet album, avant de rejoindre le groupe industriel Einstürzende Neubauten.

## Liste des titres
| No | Titre                         | Durée |
| -- | ----------------------------- | ----- |
| 1. | Hortz Fur Dëhn Stekëhn West   | 9:34  |
| 2. | Ïma Süri Dondaï               | 4:28  |
| 3. | Kobaïa Iss de Hündïn          | 3:35  |
| 4. | Da Zeuhl Wortz Mekanïk        | 7:48  |
| 5. | Nebëhr Gudahtt                | 6:00  |
| 6. | Mekanïk Kommandöh             | 4:08  |
| 7. | Kreühn Köhrmahn Iss de Hündïn | 3:14  |

## Personnel

### Musiciens
- Christian Vander : batterie, chant, orgue, percussions
- Claude Olmos : guitare
- Jannick Top : basse
- Jean-Luc Manderlier : piano, orgue
- Klaus Blasquiz : chant, percussions
- Stella Vander : chant
- Muriel Streisfield : chant
- Evelyne Razymovski : chant
- Michèle Saulnier : chant
- Doris Reinhardt : chant
- René Garber : clarinette contrebasse, chant
- Teddy Lasry : cuivres, flûte

### Techniciens
- Eddie Sprigg : ingénieur
- Gilbert : ingénieur
- Gilles Salle : ingénieur
- Giorgio Gomelsky : ingénieur
- Loulou Sarkissian : stage manager
- Simon Heyworth : ingénieur
- Steve Michell : ingénieur
- Tom Rabstener : ingénieur